# Azoria bayeri
Azoria bayeri är en korallart som beskrevs av Lopez Gonzalez och Gili 200. Azoria bayeri ingår i släktet Azoria och familjen Clavulariidae. Inga underarter finns listade i Catalogue of Life.